# Anabar-fennsík
Az Anabar-fennsík (oroszul: Анабарское плато [Anabarszkoje plato]) tájegység Oroszországban, Észak-Ázsiában, a Közép-szibériai-fennsík része. Közigazgatásilag a Krasznojarszki határterület Tajmiri járásához és Jakutföldhöz tartozik.

## Elhelyezkedése
A Közép-szibériai-fennsík északkeleti részén, a Putorana-fennsíktól keletre helyezkedik el. A Putoranától a Kotuj-síkság és az azt átszelő Kotuj folyó völgye, délen pedig a Viljuj-felföldtől az Arga-Szala folyó forráságainak medencéje választja el. Keleten az Anabar völgye határolja. 

## Jellemzői
Erősen lekoptatott fennsík, legmagasabb pontja 905 m. Alapja az Anabar-őspajzs, melynek ősi, archaikumi kristályos kőzetei – főként kristályos pala és gneisz – a központi részeken a felszínre bukkannak. A peremeken ezt az alapot kambriumi és ordoviciumi mészkő és homokkő takarja. 
Az éghajlat szubarktikus, hosszú és hideg téllel. A januári középhőmérséklet –38 °C és –43 °C, a júliusi 12–14 °C. Kevés a csapadék, évi mennyisége körülbelül 300 mm. Növényzetét körülbelül 500 m tengerszint feletti magasságig az alacsony dauriai vörösfenyőből álló világos-tajga jellemzi, ami följebb vegyes ritkaerdőbe és hegyi tundrába megy át.
Jelentősebb folyói: 
- az Anabar, forráságaival, a Kis- és a Nagy-Kuonamkával
- az északkelet felé tartó Popigaj és mellékfolyója, a Rasszoha
- az Arga-Szala (az Olenyok bal oldali mellékfolyója) forráságai
- a Kotujkan (a Kotuj mellékfolyója), mely délkeletről északnyugati irányban, mély völgyben kanyarogva szeli át a platót.

A felföldet először Innokentyij Pavlovics Tolmacsov első expedíciója kutatta át 1905-ben.